# المجلس الوطني لتقيين التثقيب وفتحات النوافذ
المجلس الوطني لتقييم التثقيب وفتحات النوافذ هو منظمة أمريكية غير هادفة للربح، ترعى تلك المنظمة برنامج التصديق على كفاءة الطاقة واستخدامها في النوافذ والأبواب والمناور. وتوفر المنظمة تصنيفات أداء لمثل هذه المنتجات في خمس فئات: القيمة U، معامل كسب الحرارة الشمسية، النفاذية المرئية، تسرب الهواء، ومقاومة التكثيف، ويسمح ذلك للمعماريين، والبنائين، ومسؤولي التعليمات البرمجية، والمقاولين، وأصحاب المنازل، والمتخصصين بمقارنة كفاءة الطاقة بين المنتجات، وتحديد ما إذا كان المنتج يتبع قانون البناء أم لا.